# توپ طلای ۱۹۷۸
توپ طلای ۱۹۷۸ (فرانسوی: 1978 Ballon d'Or‎) ۲۳مین رویداد سالیانهٔ توپ طلا بود که از سوی مجلهٔ فرانس فوتبال به بهترین بازیکن فوتبال در سال ۱۹۷۸ اعطا گردید که در این سال، کوین کیگان برندهٔ توپ طلا شد.